# Maďarský záslužný kříž
Záslužný kříž je řád Maďarska.

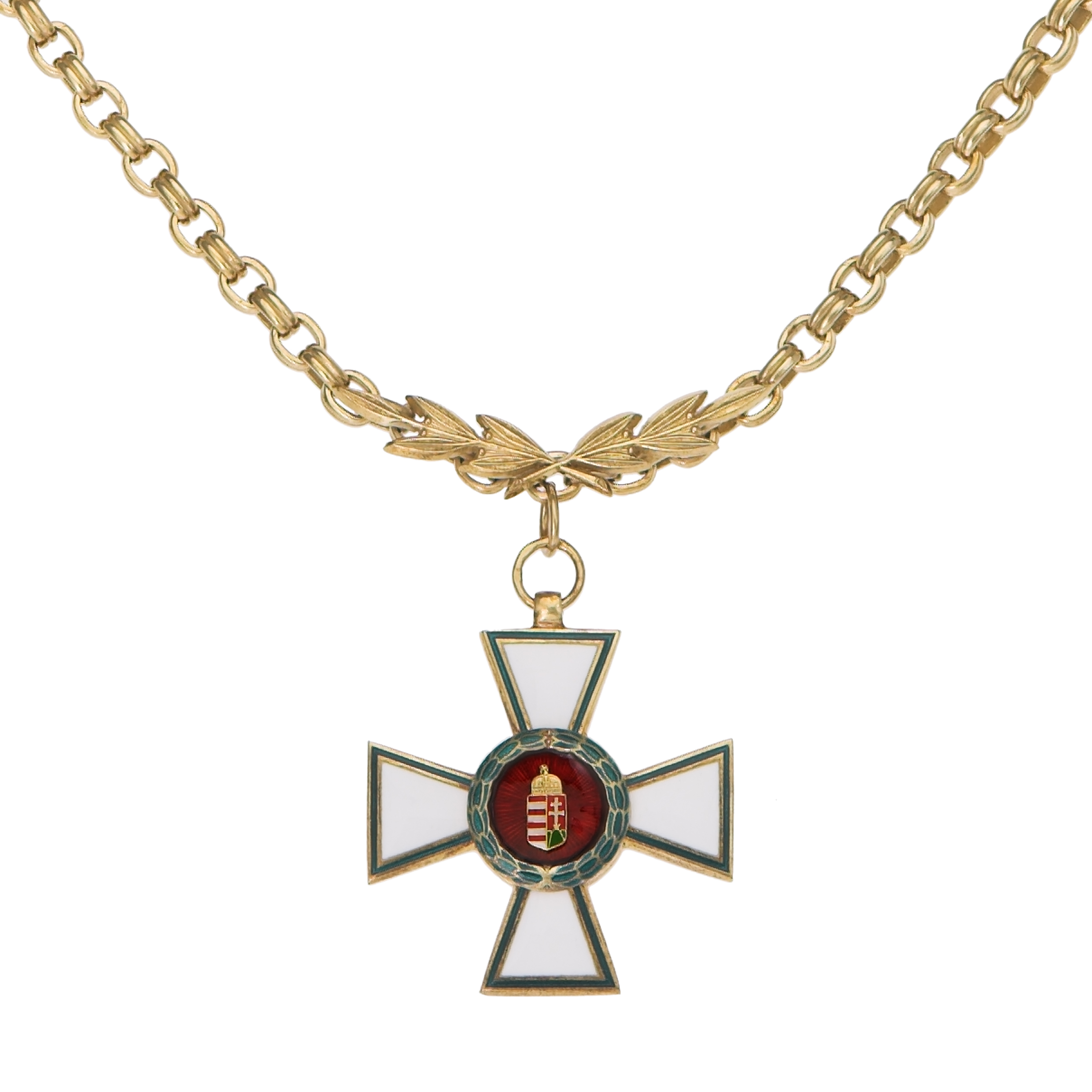
řetěz řádu

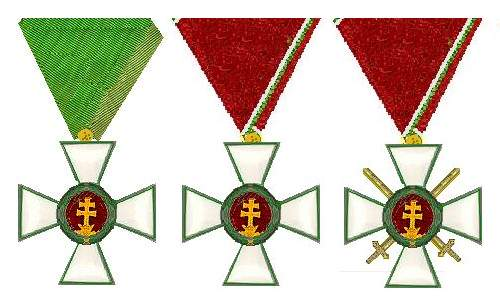
zleva : Rytířský kříž, Rytířský kříž s válečnou stuhou, Rytířský kříž s válečnou stuhou a meči (1939 až 1944)

Původně byl založený v roce 1946, komunistická vláda jej ale po třech letech zrušila. Maďarská republika obnovila řád v roce 1991. Skládá se z pěti tříd, nejvyšší je doplněna řetězem pro hlavy států. Řád má dvě skupiny - občanskou a vojenskou.

## Třídy řádu
Založení řádu bylo v sedmi třídách, stejně jako přidružený kříž za zásluhy, medaile za zásluhy a medaile Signum laudis.
- Kolana pro speciální úrovně řádu (se Svatou uherskou korunou do roku 1945)
- Velkokříž (se zlatými paprsky, nejprve bez koruny, později se Svatou korunou Maďarska: do roku 1945)
- Velkokříž
- Komander s hvězdou
- Komander
- Důstojník
- Rytíř
- Kříž za zásluhy 
  - Zlatý kříž za zásluhy
  - Stříbrný záslužný kříž
  - Bronzový kříž za zásluhy
- Medaile za zásluhy
  - Stříbrná medaile za zásluhy
  - Bronzová medaile za zásluhy
- Signum laudis
  - Velká zlatá medaile Signum Laudis
  - Stříbrná medaile Signum Laudis
  - Bronzová medaile Signum Laudis

Velkokříž mohl být udělován od roku 1939 do roku 1944 jako znamení nejvyšší úcty se Svatoštěpánskou korunou, která se uděluje především hlavám států a vlád. Stejně tak třída s korunou mohla být oceněna i kolanou. Všem třídám mohou být také uděleny válečné vyznamenání nebo válečné stuhy nebo válečné vyznamenání nebo válečné stuhy a meče za válečné zásluhy.
Od roku 1991 se řád skládá z pěti tříd ve dvou skupinách (občanské a vojenské) a připojeného záslužného kříže ve třech stupních (zlatá, stříbrná a bronzová):
| Velkokříž s velkou medailí s řetězem | zentriert |           |
| Velkokříž                            | zentriert | zentriert |
| Kommander s hvězdou                  | zentriert | zentriert |
| Kommander                            | zentriert | zentriert |
| Důstojník                            | zentriert | zentriert |
| Rytíř                                | zentriert | zentriert |
| Záslužný kříž ve zlatě               | zentriert | zentriert |
| Stříbrný záslužný kříž               | zentriert | zentriert |
| Bronzový záslužný kříž               | zentriert | zentriert |